# Jeruzalémská nadace
Jeruzalémská nadace (hebrejsky: הקרן לירושלים, ha-Keren le-Jerušalajim; anglicky: Jerusalem Foundation) je mezinárodní nezisková organizace, jejímž cílem je zlepšení kvality života všech obyvatel Jeruzaléma a zachování jeho multináboženského dědictví. Nadace byla založena v roce 1966 tehdejším jeruzalémským starostou Teddy Kollekem. Je politicky nestranná a její sídlo je v Jeruzalémě.
Nadace čerpá své inspirace z židovských tradic ve snaze vytvoření spravedlivé společnosti pro všechny obyvatele Jeruzaléma. Podporuje snahy o ochranu zájmů všech minorit, bez ohledu na vyznání či socio-ekonomické pozadí. Konkrétně se agenda Jeruzalémské nadace zaměřuje na tyto tři oblasti:
- budování komunity a ekonomická vitalita
- soužití
- kulturní život a kreativita.

Od svého založení v roce 1966 nadace uskutečnila po celém městě na 2000 projektů, mezi něž patří vytvoření řady městských parků, zahrad, lesů.